# Tito e os Pássaros
Tito e os Pássaros és una pel·lícula d'animació brasilera del 2018.
Va ser nominada al Millor llargmetratge d'animació independent als 45ns Premis Annie.

## Argument
La pel·lícula és una al·legoria excèntrica però apassionada sobre la por al Brasil que afecta un nen anomenat Tito a qui li encanta ajudar el seu pare científic Rufus amb els seus invents (malgrat la seva preocupant mare escèptica); l'últim que implica una màquina que pot entendre els cants dels ocells  es descompon, donant lloc a la separació. Anys més tard, l'epidèmia de por s'estén i en Tito s'ha de resistir confiant en els seus amics Sarah i Buiú per trobar una cura per al seu pare i la seva recerca per a la seva màquina abans que sigui massa tard.

## Veu original
| Actor/Actriu         | Personatge  | Dublaje         |
| -------------------- | ----------- | --------------- |
| Pedro Henrique       | Tito        | Erick Nario     |
| Matheus Nachtergaele | Dr. Rufus   | Guilherme Lopes |
| Denise Fraga         | Rosa        | Tânia Gaidarji  |
| Mateus Solano        | Alaor Souza | Wellington Lima |

## Estrena
La pel·lícula es va estrenar a Amèrica del Nord en DVD i Blu-ray Disc per Shout Factory el 23 d'abril de 2019.

## Recepció
Tito e os Pássaros va ser molt ben rebuda per la crítica nacional i internacional i va ser informat en diversos llocs web i diaris importants. Entre els usuaris del lloc web IMDb, a partir del 18 de març de 2021, la pel·lícula té una valoració mitjana de 6,5/10 basada en 426 ressenyes.
De Folha de S.Paulo, Bruno Molinero ha valorat la pel·lícula amb 4 estrelles sobre 5, dient: "La producció és una altra alenada de frescor en el cinema nacional, provinent d'un sector que ha demostrat que l'animació és molt més que dibuixos animats per a nens."
Guy Lodge, de la revista Variety, també va elogiar la pel·lícula, dient: "Utilitzant una fusió iridescent de mal humor de pintura a l'oli i abillaments digitals, fa que una distopia extensiva en colors canviants […] és una al·legoria política extraordinàriament sincera per als joves. audiències, explorant els perills de les notícies falses, la propaganda i el separatisme social."
Del New York Times, Ben Kenigsberg va escriure que: "Els plaers de la pel·lícula són majoritàriament visuals, ja sigui en els gruixuts remolins de pintura que solien suggerir un accident de foc de laboratori; les peculiaritats del disseny (cares amb sobremesures prominents); o la paleta fosca, generalment. negre i fosca."

## Reconeixements
| Any  | Festival                                                         | Categoria                                | Resultat  | Ref.   |
| ---- | ---------------------------------------------------------------- | ---------------------------------------- | --------- | ------ |
| 2018 | Anima Mundi Animation Festival                                   | Millor pel·lícula                        | Guanyador | [ 15 ] |
| 2018 | Festival Internacional de Cinema Infantil de Chicago             | Millor pel·lícula o vídeo d'animació     | Guanyador |        |
| 2018 | Festival Internacional de Cinema Infantil de Chicago             | Millor animació                          | Guanyador |        |
| 2018 | Children's Film Festival Seattle                                 |                                          | Guanyador |        |
| 2018 | Festival Internacional del Nou Cinema Llatinoamericà de l'Havana |                                          | Guanyador |        |
| 2018 | Festival Internacional de Cinema de Mar del Plata                | Millor pel·lícula                        | Nominat   |        |
| 2018 | Festival Internacional de Cinema d'Animació d'Annecy             | Millor pel·lícula                        | Nominat   |        |
| 2018 | Festival Internacional de Cinema d'Animació de Bucheon           | Millor pel·lícula                        | Nominat   |        |
| 2019 | Premis Annie                                                     | Millor pel·lícula d'animació independent | Nominat   | [ 16 ] |
| 2019 | Festival Internacional de Cinema a Guadalajara                   | Millor pel·lícula d'animació             | Nominat   |        |
| 2020 | Prêmio Guarani de Cinema Brasileiro                              | Millor pel·lícula d'animació             | Nominat   |        |
| 2020 | Grande Prêmio do Cinema Brasileiro                               | Millor pel·lícula d'animació             | Guanyador | [ 17 ] |